# Robert Rautenbach
Robert Rautenbach (* 23. Juni 1931 in Wuppertal; † 19. September 2000 in Vaals) war ein deutscher Ingenieur und Professor für Verfahrenstechnik an der RWTH Aachen.
Nach einem Studium der Verfahrenstechnik mit nachfolgender Promotion (Das Fließverhalten von Kunststoffen im Walzspalt, untersucht am Beispiel von Polyäthylen) im Jahr 1962 an der RWTH Aachen war Rautenbach bis 1963 wissenschaftlicher Assistent an der University of Rochester. Anschließend war er Projektingenieur der Chemischen Werke Hüls AG, wo er im Bereich Prozessentwicklung und Anlagenplanung tätig war. Ab 1967 war er Leiter des Institutes für Verfahrenstechnik der RWTH Aachen. Diese Position hatte er bis 1996 inne. Rautenbach war von 1970 bis 1971 Prorektor der RWTH, von 1978 bis 1979 Dekan der Fakultät für Maschinenwesen. 1995 erhielt er die Willy-Hager-Medaille.
Rautenbachs Forschungsschwerpunkt waren die Membranverfahren, insbesondere zur Entsalzung von Meerwasser. Neben Vorlesungen zu diesem Thema lehrte Rautenbach die Fächer Chemische und Mechanische Verfahrenstechnik sowie Anlagenplanung.

## Werke
- Thomas Melin, Robert Rautenbach: Membranverfahren. Springer, 2007, ISBN 3-540-00071-2.